# 19185 Guarneri
19185 Guarneri (1991 TL13) là một tiểu hành tinh vành đai chính được phát hiện ngày 4 tháng 10 năm 1991 bởi F. Borngen ở Tautenburg.